# Ronde van Italië voor vrouwen 2005
De Ronde van Italië voor vrouwen 2005 (Italiaans: Giro Donne 2005) werd verreden van vrijdag 1 tot en met zondag 10 juli in Italië. Het was de 16e editie van de rittenkoers. De ronde telde tien etappes, inclusief de tijdritproloog op de eerste dag.
De ronde werd gewonnen door de Zwitserse Nicole Brändli, die drie etappes won en vanaf de eerste dag al de roze trui in bezit had. Daarnaast was het de derde (en laatste) Giro-eindoverwinning van Brändli na eerdere zeges in 2001 en 2003. Tweede in het eindklassement werd de Spaanse Joane Somarriba Arrola en de Litouwse Edita Pučinskaitė vervolledigde het podium. De beste Nederlandse werd Mirjam Melchers met een 8e plaats in het eindklassement.

## Deelnemende ploegen
In totaal deden er 17 ploegen mee aan de Giro Donne 2006, waarvan 14 UCI-vrouwenploegen en 3 landenteams. In totaal kwamen er 125 rensters aan de start.
| UCI Woman                               | UCI Woman                               | Nationale teams        |
| --------------------------------------- | --------------------------------------- | ---------------------- |
| Mista Team FRW/Top Girls Fassa (MX1)    | Lazio Ciclismo Team Ladispoli (LCT)     | Australië (AUS)        |
| Saccarelli-Emu-Marsciano (SEM)          | Mista P.M.B.-Fenixs-C./Nürnberger (MX7) | Spanje (ESP)           |
| Mista Chirio-Forno d'Asolo/Rider (MX9)  | Nobili Rubinett.-Menikini-Cogeas (NMC)  | Verenigde Staten (USA) |
| Mista Fanini-Velosport/G.S. Gauss (MX2) | Team S.A.T.S. (TSA)                     |                        |
| Mista Bianchi/Fiamme Azzurre (MX8)      | Michela Fanini-Record-Rox (MIC)         |                        |
| Bizkaia-Panda Software-Durango (BIZ)    | Team Bigla (TBG)                        |                        |
| Buitenpoort-Flexpoint Team (BFL)        | Vrienden van het Platteland (VVP)       |                        |

## Etappe-overzicht
| Etappe | Datum   | Start – Finish                        | Afstand          | Winnares            | klassementsleidster |
| ------ | ------- | ------------------------------------- | ---------------- | ------------------- | ------------------- |
| Prol.  | 1 juli  | San Vendemiano - San Vendemiano (ITT) | 1,70 km          | Nicole Brändli      | Nicole Brändli      |
| 1e     | 2 juli  | San Vendemiano - Caerano Di San Marco | 100,8 km         | Nicole Brändli      | Nicole Brändli      |
| 2e     | 3 juli  | Caerano Di San Marco - Melara         | 122,0 km         | Regina Schleicher   | Nicole Brändli      |
| 3e     | 4 juli  | Bergantino - Chioggia                 | 129,4 km         | Giorgia Bronzini    | Nicole Brändli      |
| 4e     | 5 juli  | Castelmassa - Ceneselli               | 118,2 km         | Zoulfia Zabirova    | Nicole Brändli      |
| 5e     | 6 juli  | Castiglione - Castiglione             | 111,0 km         | Mirjam Melchers     | Nicole Brändli      |
| 6e     | 7 juli  | Cirié - San Francesco Al Campo        | 94,2 km          | Giorgia Bronzini    | Nicole Brändli      |
| 7e     | 8 juli  | Naters - Blatten (ITT)                | 7,6 km           | Nicole Brändli      | Nicole Brändli      |
| 8e     | 9 juli  | Briga - Domodossola                   | 69,6 km          | Svetlana Bubnenkova | Nicole Brändli      |
| 9e     | 10 juli | Varese - Milaan                       | 103,8 km         | Giorgia Bronzini    | Nicole Brändli      |
|        |         |                                       | Totaal: 858,3 km |                     |                     |

## Eindklassementen

### Algemeen klassement
| Plaats    | Naam                   | Ploeg                             | Tijd      |
| --------- | ---------------------- | --------------------------------- | --------- |
| Roze trui | Nicole Brändli         | Team Bigla                        | 22u08'34" |
| 2         | Joane Somarriba Arrola | Bizkaia-Panda Software-Durango    | +01' 10"  |
| 3         | Edita Pučinskaitė      | Nobili Rubinett.-Menikini-Cogeas  | +01' 35"  |
| 4         | Amber Neben            | Buitenpoort-Flexpoint Team        | +02' 45"  |
| 5         | Maribel Moreno Allue   | Spanje                            | +02' 58"  |
| 6         | Zinaida Stahurskaya    | Lazio Ciclismo Team Ladispoli     | +02' 59"  |
| 7         | Svetlana Bubnenkova    | Mista P.M.B.-Fenixs-C./Nürnberger | +03' 23"  |
| 8         | Mirjam Melchers        | Buitenpoort-Flexpoint Team        | +03' 24"  |
| 9         | Sarah Ulmer            | Team S.A.T.S.                     | +08' 24"  |
| 10        | Annette Beutler        | Michela Fanini-Record-Rox         | +09' 21"  |

### Puntenklassement
| Plaats      | Naam             | Ploeg                            | Punten |
| ----------- | ---------------- | -------------------------------- | ------ |
| Paarse trui | Giorgia Bronzini | Mista Chirio-Forno d'Asolo/Rider | 74     |
| 2           | Nicole Brändli   | Team Bigla                       | 50     |
| 3           | Olga Sliousareva | Nobili Rubinett.-Menikini-Cogeas | 48     |

### Bergklassement
| Plaats      | Naam                | Ploeg                             | Punten |
| ----------- | ------------------- | --------------------------------- | ------ |
| Groene trui | Svetlana Bubnenkova | Mista P.M.B.-Fenixs-C./Nürnberger | 74     |
| 2           | Edita Pučinskaitė   | Nobili Rubinett.-Menikini-Cogeas  | 59     |
| 3           | Nicole Brändli      | Team Bigla                        | 53     |

### Jongerenklassement
| Plaats     | Naam             | Ploeg                            | Punten     |
| ---------- | ---------------- | -------------------------------- | ---------- |
| Witte trui | Volha Hayeva     | Michela Fanini-Record-Rox        | 22u27' 57" |
| 2          | Mette Fisher     | Team S.A.T.S.                    | +04' 10"   |
| 3          | Giorgia Bronzini | Mista Chirio-Forno d'Asolo/Rider | +04' 46"   |